# آشلي أرغوتا
آشلي أرغوتا (بالإنجليزية: Ashley Argota)‏ (ولد في 9 يناير 1993) ممثلة ومغنية أمريكية عرفت بمشاركتها في أدوار تلفزيونية ومسرحية، منها مسلسل ترو جاكسون، في بي ، ومسلسل دلو وسكينر ملحمة مغامرات.

## روابط خارجية
- آشلي أرغوتا على موقع IMDb (الإنجليزية)
- آشلي أرغوتا على موقع ألو سيني (الفرنسية)
- آشلي أرغوتا على موقع أول ميوزيك (الإنجليزية)
- آشلي أرغوتا على موقع قاعدة بيانات الفيلم (الإنجليزية)
- آشلي أرغوتا على موقع كينوبويسك (الروسية)